# Toni Childs
Toni Childs (Orange, 29 ottobre 1957) è una cantautrice e musicista statunitense.
In attività dal 1988, è apprezzata soprattutto per i suoi contributi all'alternative rock.

## Discografia

### Album
- 1988 - Union (A&M Records)
- 1991 - House of Hope (A&M Records)
- 1994 - The Woman's Boat (DGC Records)
- 2009 - Keep the Faith (429 Records/SLG/Cooking Vinyl)

### Raccolte ed EP
- 1994 - Lay Down Your Pain CD Maxi-Single (Geffen Records)
- 1996 - The Very Best of Toni Childs (Polydor/A&M Records)
- 2000 - Toni Childs: Ultimate Collection (Hip-O Records)